# Mercedes-AMG C-Клас
Mercedes-AMG C-Клас — це спортивні автомобілі середнього класу, що виробляються тюнінговим ательє Mercedes-AMG на основі серійних моделей Mercedes-Benz C-Класу з 1993 року.

## Mercedes-Benz W202 AMG (1993—2001)

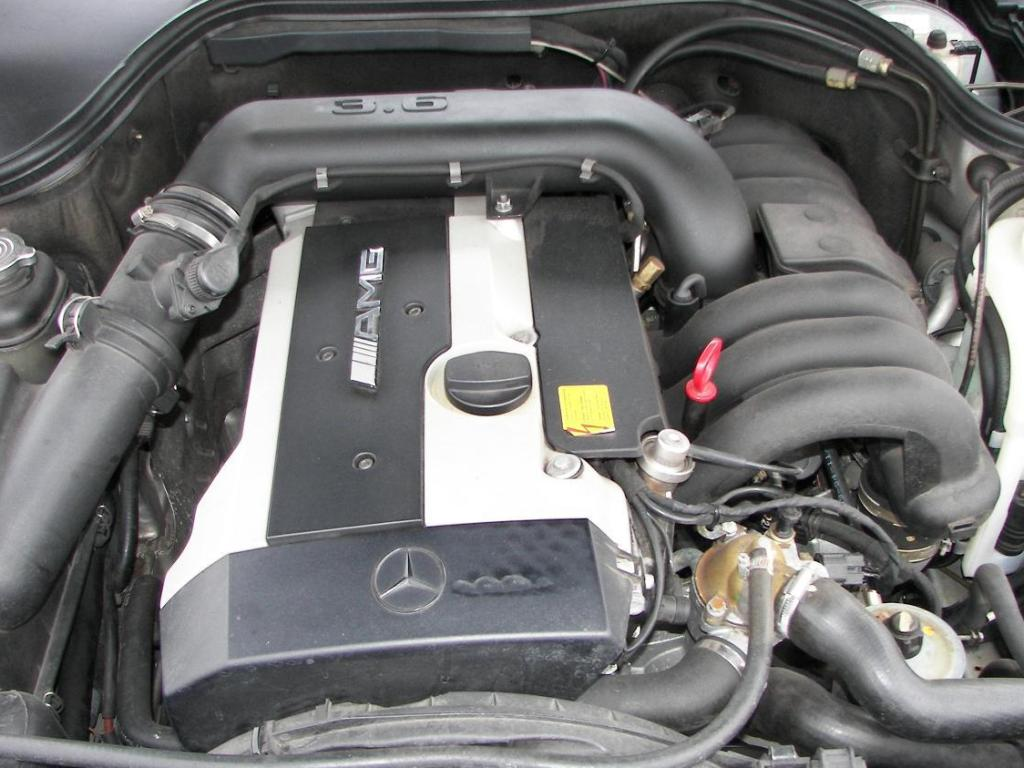
Двигун C 36 AMG

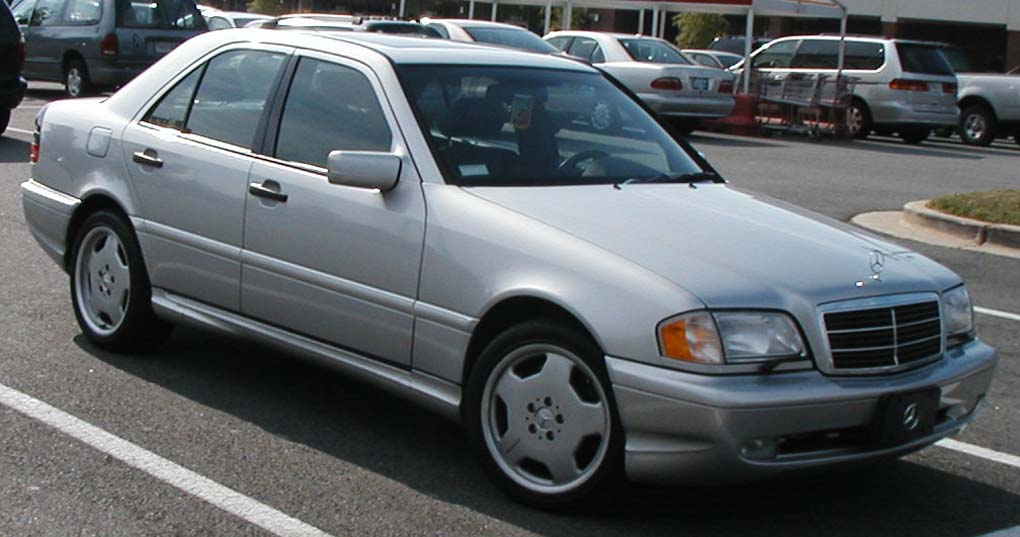
Mercedes-Benz C 43 AMG

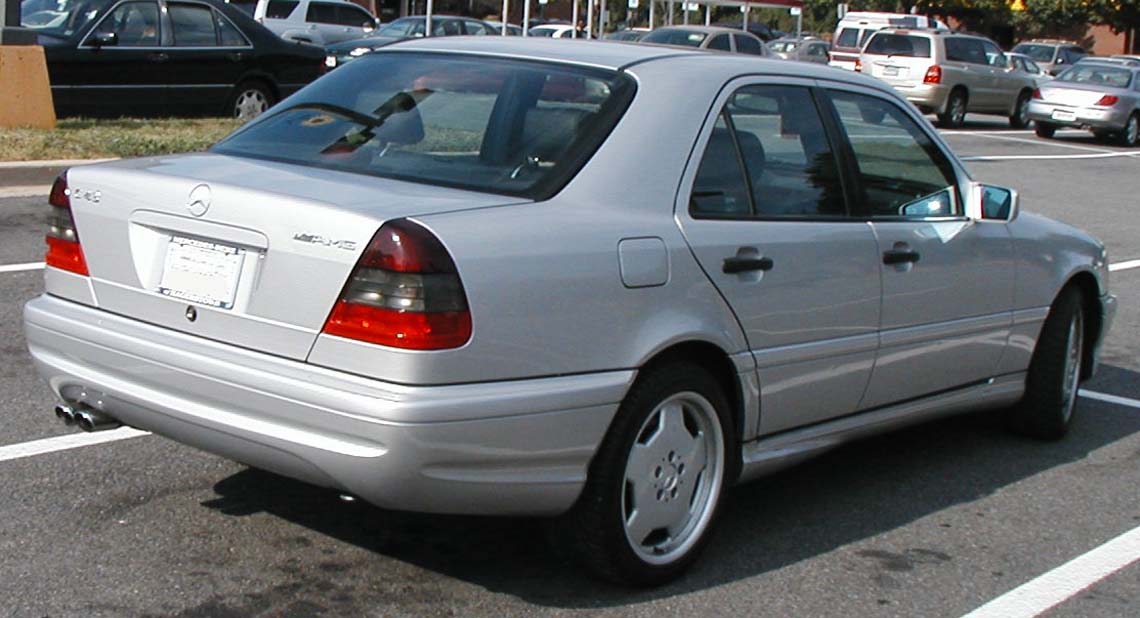
Mercedes-Benz C 43 AMG

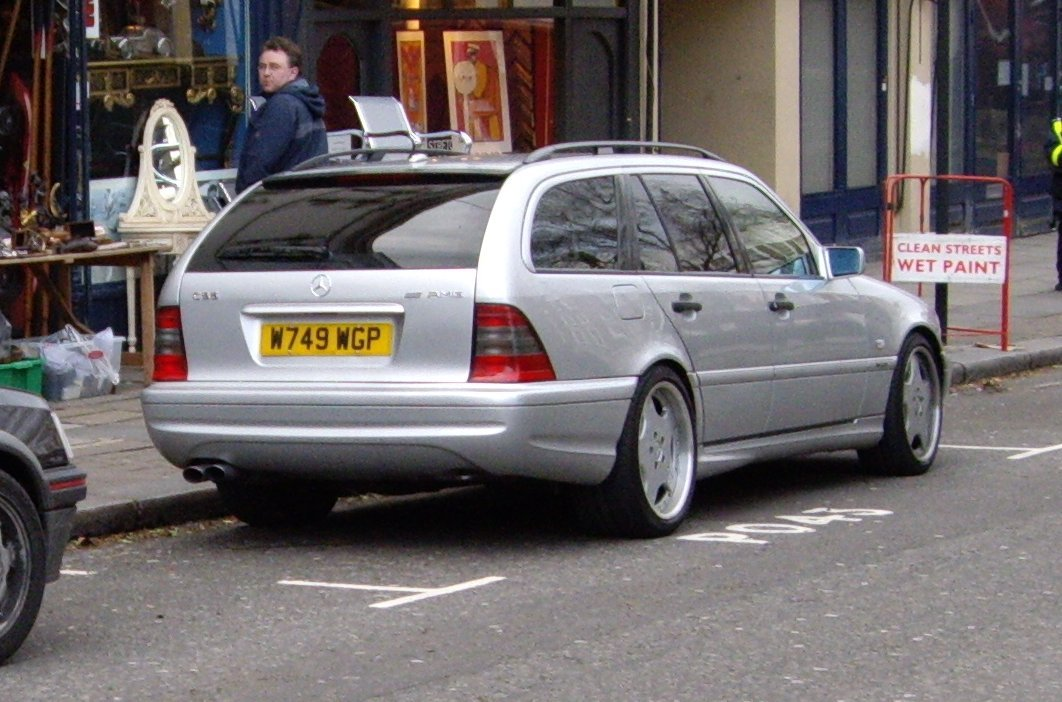
Mercedes-Benz C 55 AMG T

### C 36 AMG
з вересня 1993 по червень 1997
C 36 AMG розроблений на основі седана C 280. Автомобіль пропонувався з вересня 1993 року за ціною від 95 450 німецьких марок (у тому числі 15% ПДВ) і комплектувався рядним 6-ти циліндровим бензиновим двигуном M104 E36 об'ємом 3,6 л	 потужністю 280 при 5750	об/хв, крутним моментом 385 Нм при 4000	об/хв. Інтер'єр доповнений чотирма електричними склопідйомниками, переднім підлокітником, задніми підголовники і спеціальною комбінацією приладів з зовнішньою температурою чорного і сірого кольорів. Шкіряне спортивне рульове колесо і важіль перемикання передач зі значком AMG були виконані в двох кольорах. Зовні спортивний седан відрізняється обвісом AMG, подвійною вихлопною трубою і легкосплавними диски розміром 7,5 J х 17 ET 35 та шини 225/45 R 17 (спереду) і 8,5 J х 17 ET 30 та 245/40 R 17 (ззаду). З технічного боку інфрачервоний пульт дистанційного керування замком, круїз-контроль, розширеною гальмівною системою і спортивні підвіски AMG.
Всього виготовлено 5200 автомобілів Mercedes-Benz C36 AMG.

### C 43 AMG
з вересня 1997 по травень 2000
На Франкфуртському автосалоні у вересні 1997 року представлений восьмициліндровий C 43 AMG, що замінив шести-циліндрового попередника. Автомобіль комплектувався бензиновим двигуном V8 M113 E43 об'ємом 4,3 л потужністю 306 при 5850 об/хв, крутним моментом 410 Нм при 3250	об/хв. Його потужність передається через п'ятиступінчасту автоматичну коробку передач. Прайс-лист з 1 вересня 1997 року ствартував від 114 425 німецьких марок (у тому числі 15% ПДВ). Обладнання моделі розроблено на основі спортивної модифікації C-Класу. В стандартне обладнання входить електронна система стабілізації ESP, підлокітник спереду з ящиком, чотири електричні склопідйомники, підігрів передніх сидінь, автоматичний клімат-контроль із залишковим використання тепла двигуна, спортивні сидіння передні з електричним регулювання, включаючи мульти-контур функції, батареї з більш високою потужністю, легка машина з більшою потужністю і насадки омивача лобового скла з обігрівом. Панель приладів схожа на копію Спорт версії. Комбінація приборів чорного і сірого кольору з шкалою до 300 км/год. Рульове колесо також шкіряне і двоколірне. Інші опції AMG включають в себе сорт-пакет, овальний подвійний вихлоп, легкосплавні диски розміром 7,5 J х 17 ET 35 та колеса 225/45 R 17 (спереду) і 8,5 J х 17 ET 30 до 245/40 R 17 (ззаду). На відміну від C 36 AMG C 43 AMG представлений також у версії універсал.

### C 55 AMG
з липня 1998 по травень 2000
З липня 1998 року доступний C 55 AMG, розроблений на основі C 43 AMG. Ці автомобілі були зроблені в дуже малих кількостях s комплектувалися бензиновими двигунами V8 M113 E55 об'ємом 5,4 л потужністю 347 при 5500 об/хв, крутним моментом 510 Нм при 3000	об/хв. Модель не була включена в офіційний список моделей C-Класу. Більшість моделей C 55 AMG розроблені на основі перетворення нових і вживаних моделей C 43 AMG. На додаток до таблички і потужнішого двигуна, потужніша версія відрізняється решіткою вугільного кольору з кількома дужками.

## Mercedes-Benz W203 AMG (2000—2007)

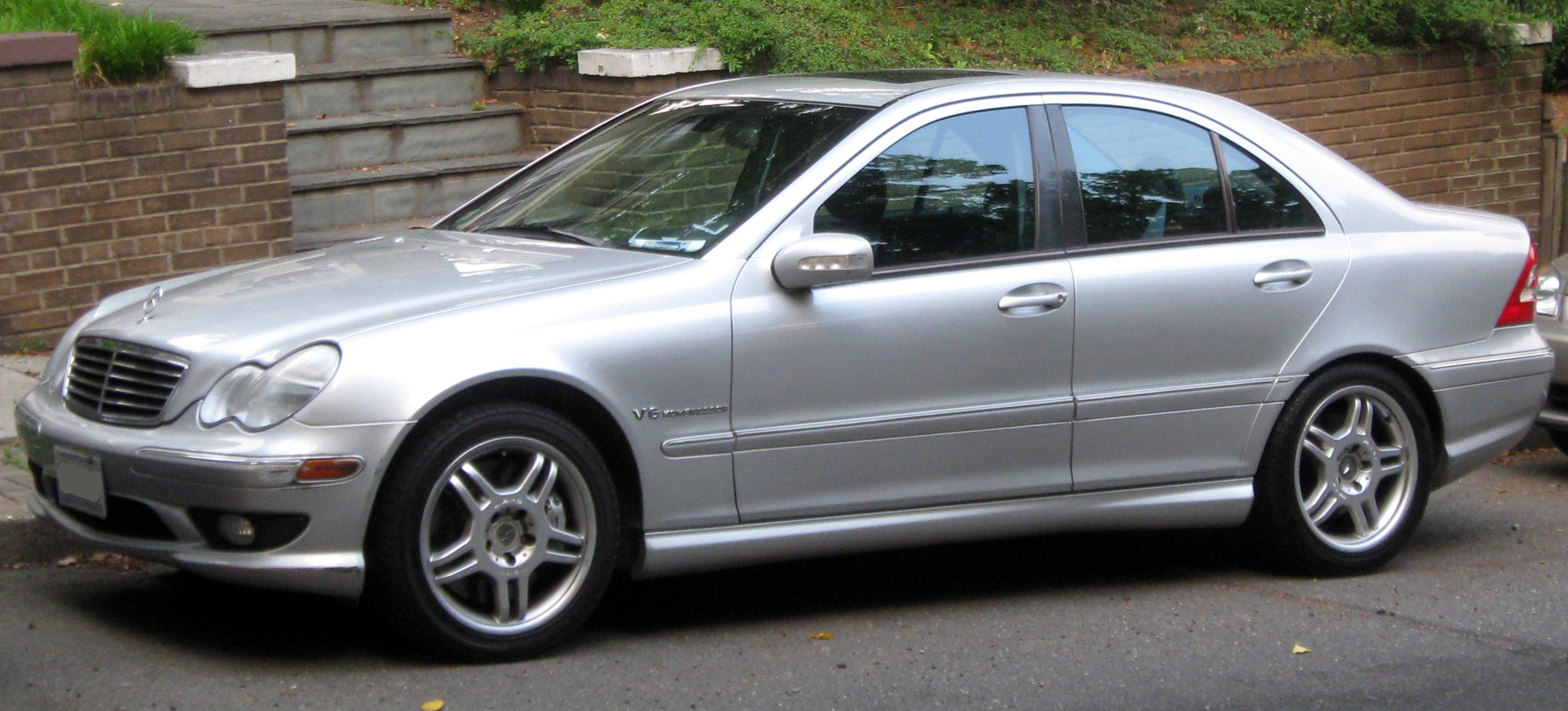
Mercedes-Benz C 32 AMG

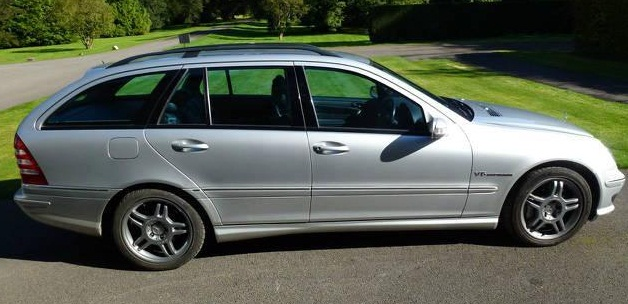
Mercedes-Benz C 32 AMG T

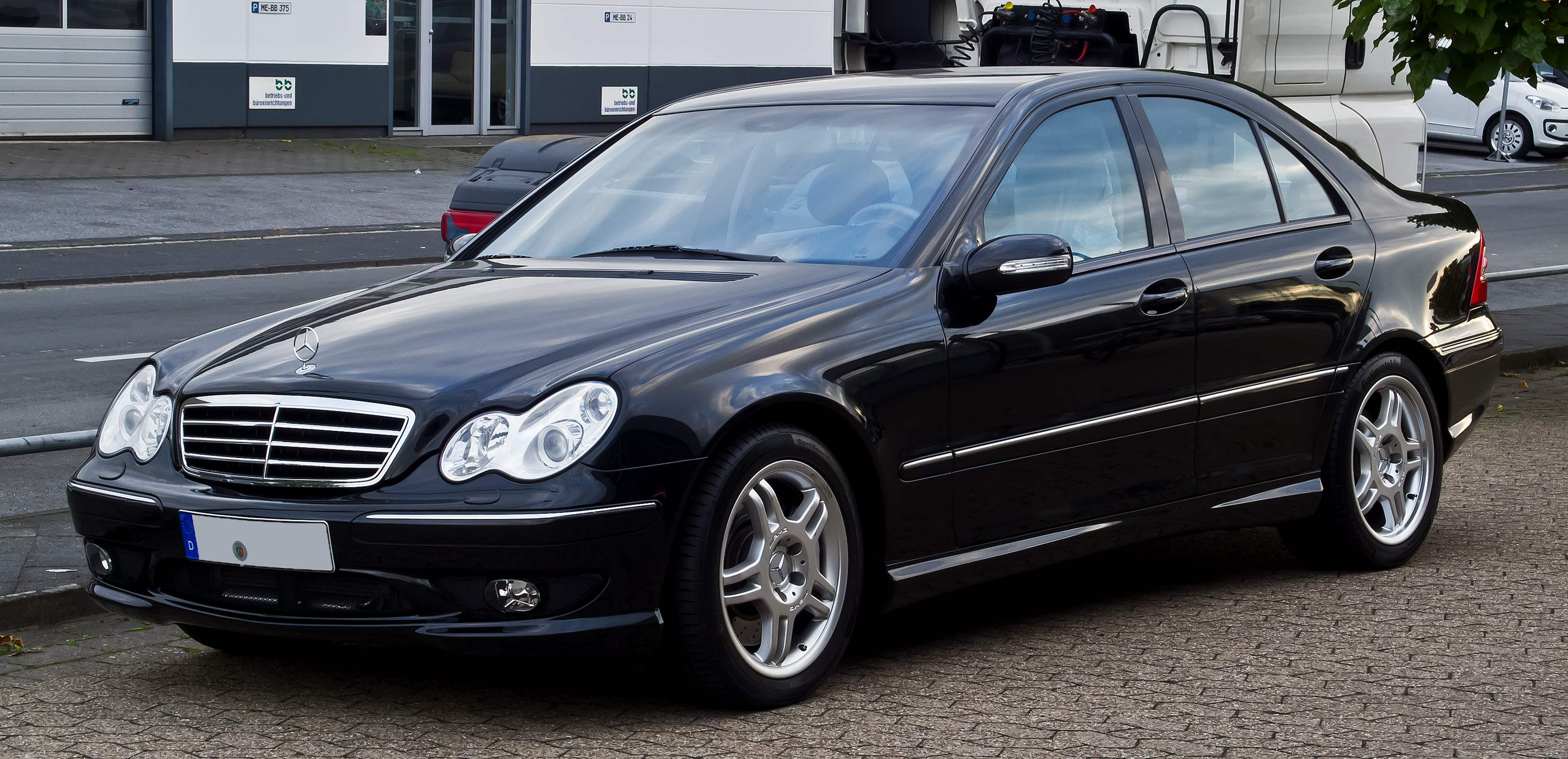
Mercedes-Benz C 30 CDI AMG

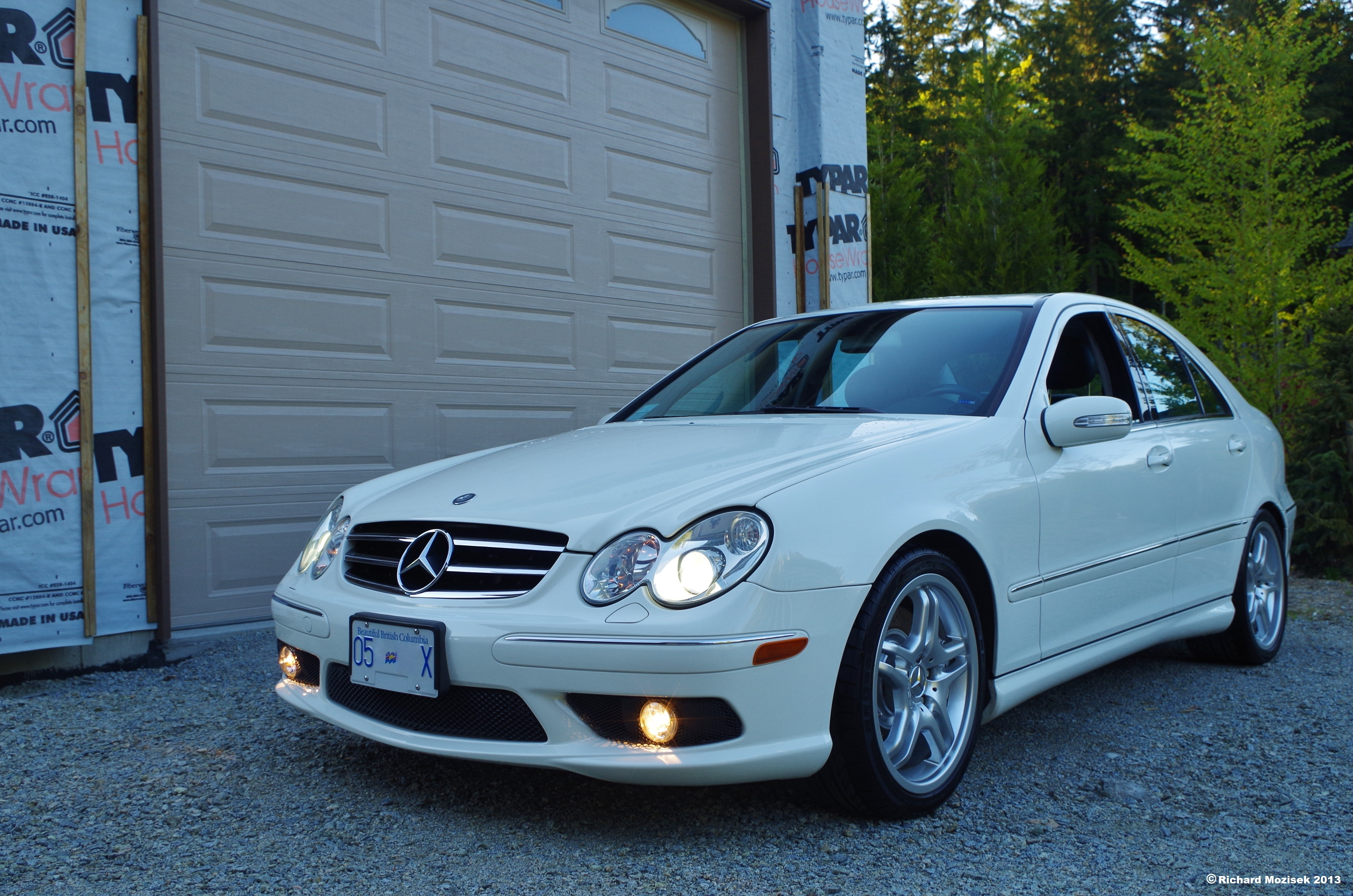
Mercedes-Benz C 55 AMG

### C 32 AMG
2000—2004
З 2000 року пропонується спортивна версія моделі W203 виробництва AMG. Mercedes 32 AMG комплектується шестициліндровим бензиновим двигуном об'ємом 3,2 л, який конкурує з BMW M3 E46. Двигун оснащений новим компресором виробництва IHI розвиваю потужність 354 к.с., яка досягається при 6100 об/хв і максимального крутного моменту 450 Нм при 4400 об/хв. 

### C 30 CDI AMG
2003—2005
З 2003 року пропонується дизельна модель C 30 CDI AMG, який був оснащений п'ятициліндровим дизельним двигуном потужністю 3,0 літри, потужністю 231 к.с. і максимальним обертовим моментом 540 Нм.

### C 55 AMG
2004—2007
На початку 2004 року C 32 AMG був замінений на C 55 AMG, який оснащений V-подібним восьмициліндровим двигуном об'ємом 5,5 л, потужністю 367 к.с. Хоча на автомобіль як і раніше був встановлений електронний обмежувач швидкості, який дозволяє розганятися до 250 км/год, від 0 до 100 км/год прискорюється за 5,2 секунди. Як опція, C 55 AMG міг оснащатися пракетом, що розвиває потужність 400 к.с. і позбавлений обмежувача швидкості, що дозволяло автомобілю розганятися до 280 км/год.

## Mercedes-Benz W204 AMG (2007—2015)

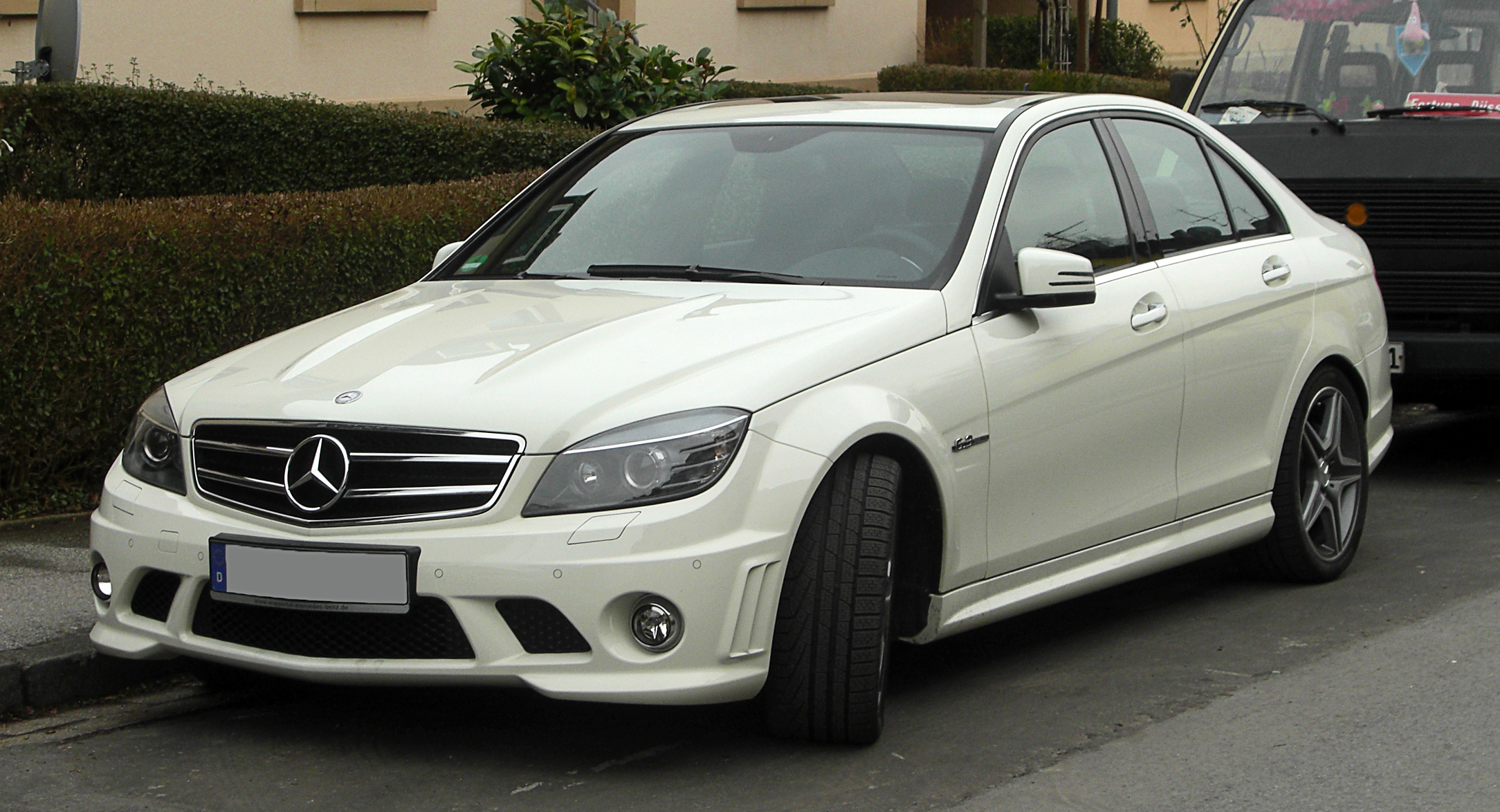
Mercedes-Benz C 63 AMG (W204)

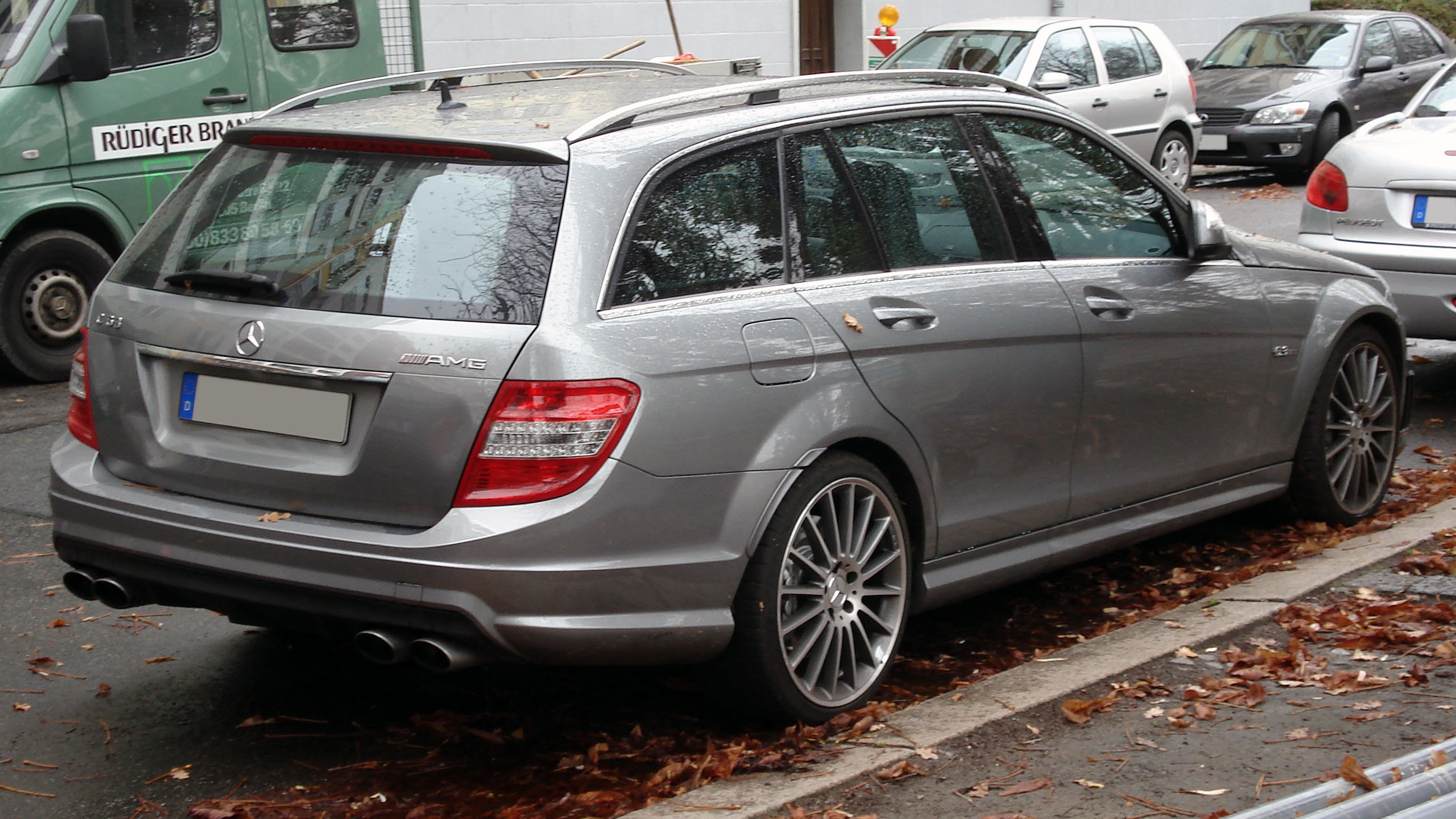
Mercedes-Benz C 63 AMG T (S204)

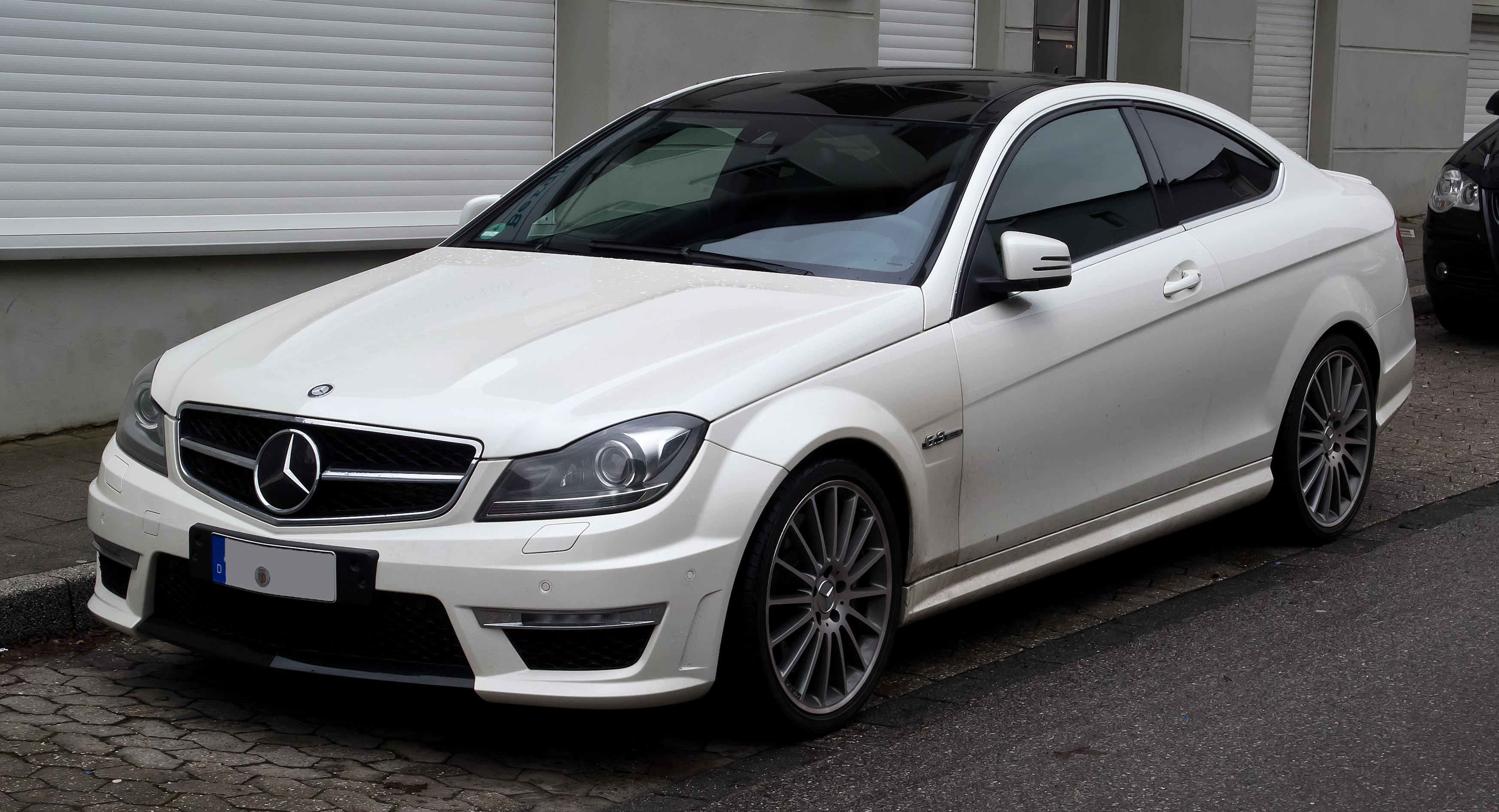
Mercedes-Benz C63 AMG Coupé (C 204)

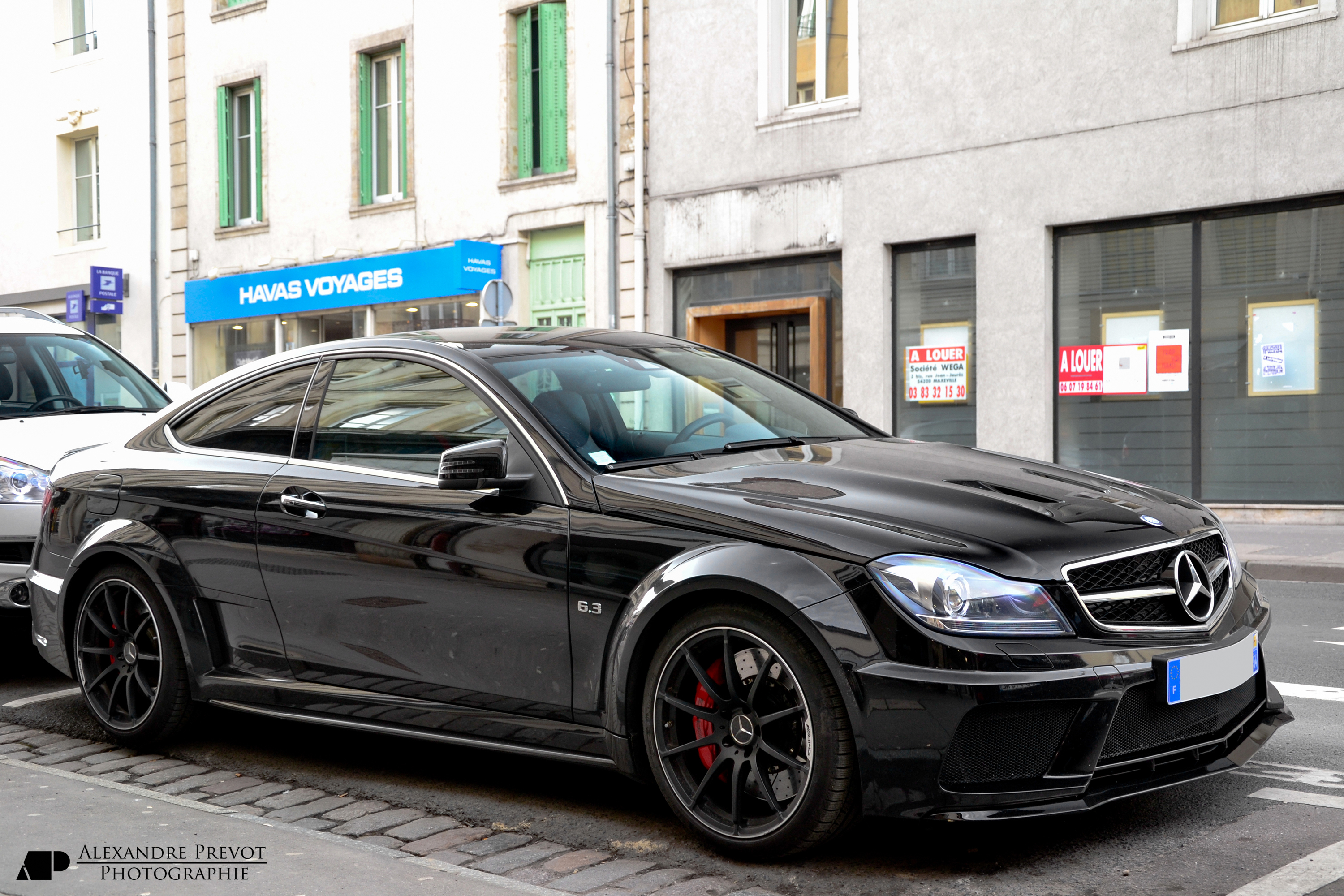
Mercedes-Benz C63 AMG Black Series

### C 63 AMG
З березня 2007 року виготовляється третє покоління Mercedes-AMG C-Класу створене на основі Mercedes-Benz C-Класу (W204). Автомобіль пропонується в кузові седан і універсал та оснащався заднім приводом, 6,3 л бензиновим двигуном M 156 KE 63 потужністю 457 к.с. і крутним моментом 600 Нм і 7-ст. АКПП.
З листопада 2009 року на автомобіль можна замовити з AMG Performance Package, тоді потужність двигуна становитиме 487 к.с., а крутний момент 600 Нм.
В 2011 році модель модернізували, змінивши зовнішній вигляд.

#### Купе
В червні 2011 року представлена версія купе під назвою C63 AMG Coupe, яка замінила Mercedes-AMG CLK 63. 
Влітку 2011 року Mercedes-Benz представив C63 AMG Coupe Black Series, яка замінила Mercedes-AMG CLK CLK 63 Black Series і оснащена спортивною підвіскою та шасі і має двигун об'ємом 6,3 л потужністю 517 к.с. (380 кВт). Модель була випущена в січні 2012 року. Автомобіль виготовиться обмеженою серією в кількості 600 автомобілів.

## Mercedes-Benz W205 AMG (2015—2023)

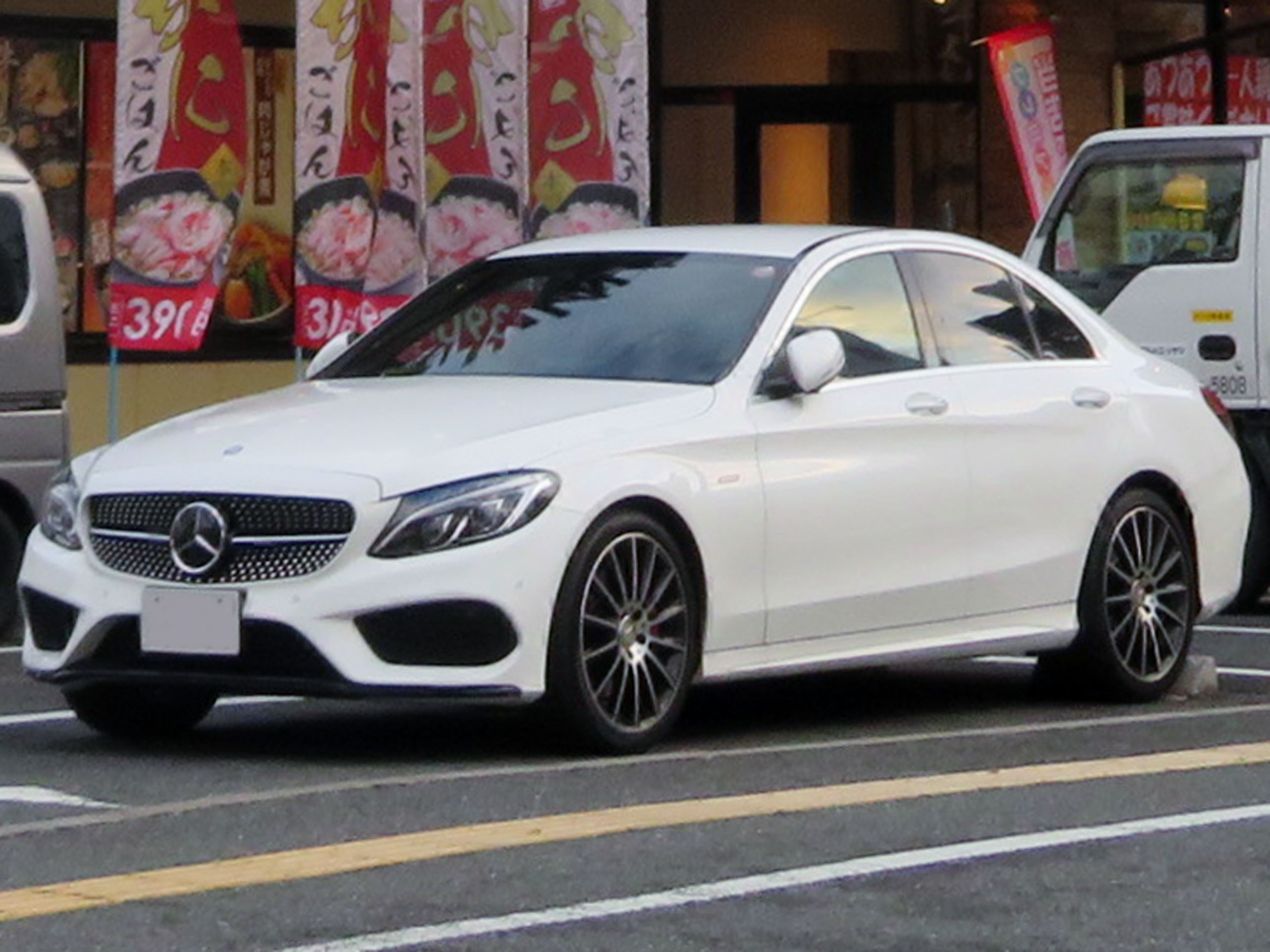
Mercedes-AMG C450 (W205)

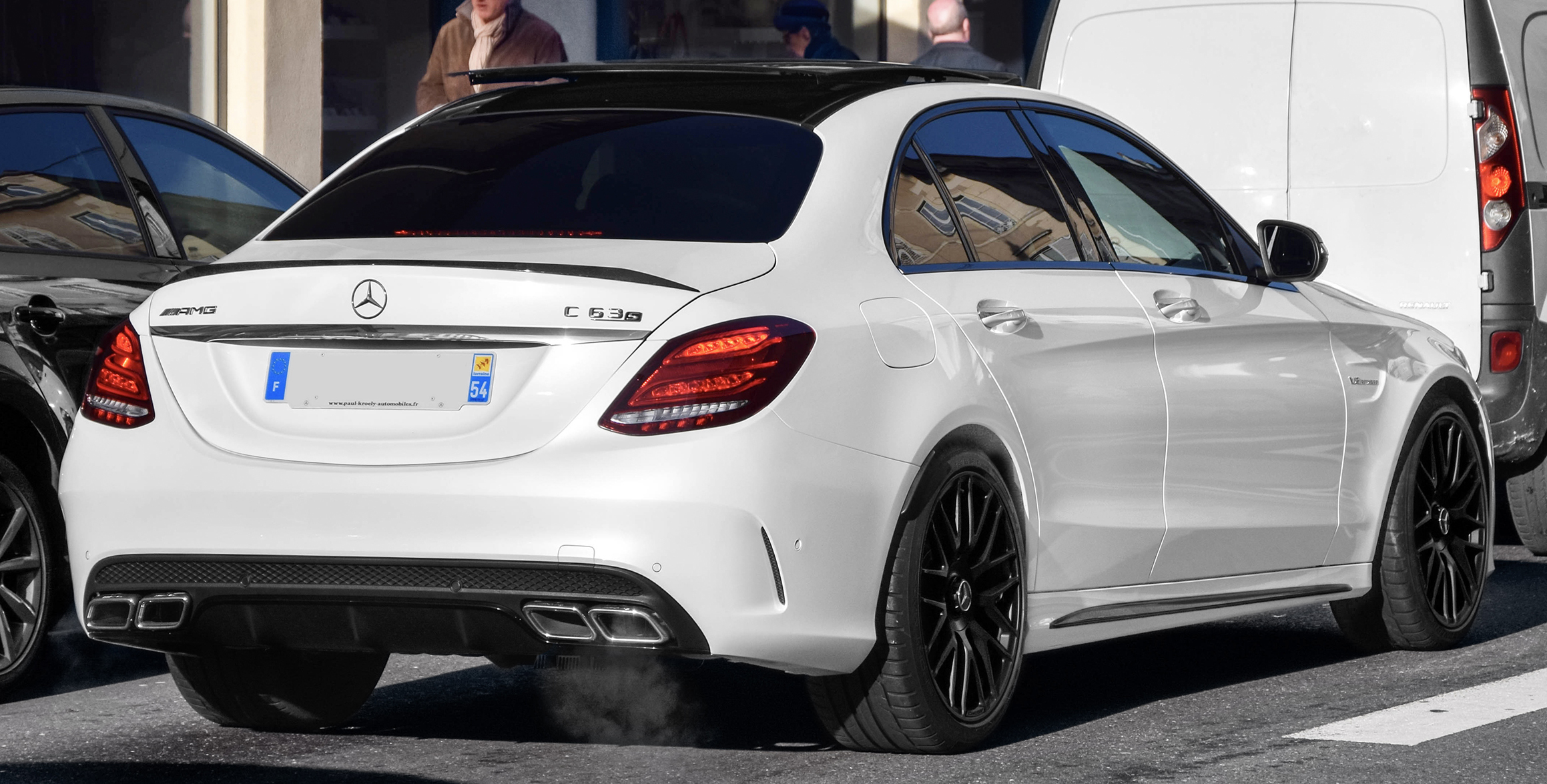
Mercedes-AMG C63 S (W205)

### C 63 AMG/C 63 S AMG
З лютого 2015 року виготовляється четверте покоління Mercedes-AMG C-Класу створене на основі Mercedes-Benz C-Класу (W205). Автомобіль пропонується в кузові седан і універсал та оснащався заднім приводом, 4,0 л бензиновим турбодвигуном M 177 DE 40 AL потужністю 476 к.с. і крутним моментом 650 Нм і 7-ст. АКПП. Крім звичайної версії AMG C 63 пропонується і потужніша AMG C 63 S з тим самим двигуном, але потужністю 510 к.с. та крутним моментом 700 Нм.
Зміни нового покоління видно неозброєним оком. Компактний, вишуканий та потужний – характеристики сучасного C63. Під капотом красеня розмістили 4.0-літровий V8 двигун, який у порівнянні з колишнім 6.2-літровим, гарантував більше потужності та економії. Доступний автомобіль у стандартній та більш потужній «S» версіях. Але незалежно від моделі, рівень продуктивності вразить навіть самого вибагливого водія. Різниця між C63 та C63 S незначна, тим не менше, обидві моделі мають ряд особливостей, які виділяють їх на фоні інших представників C-Class. Представлений автомобіль у кузові чотиридверного седана, дводверного купе, універсалу та кабріолету.  

### C 450 AMG/C 43 AMG
Модель C450 AMG 4MATIC була представлена в 2015 році і є другою моделлю підрозділу Mercedes-AMG з двигуном V6. Вона оснащується 3.0-літровим твін-турбо двигуном V6, що генерує потужність в 270 кВт (362 к.с., 520 Нм крутного моменту), і системою постійного повного приводу 4MATIC. Деякі компоненти, такі як передня вісь, рульове управління і підвіска знайомі по моделі C63. Автомобіль оснащується 7-ступінчастою автоматичною коробкою передач 7G-Tronic Plus і розвиває швидкість до 100 км/год за 4,9 секунди. Обмеження максимальної швидкості - 250 км/год. При викиді забруднюючих речовин в 178-180 г/км автомобіль відповідає нормам Євро-6.
Нова спортивна модель C450 AMG 4MATIC доступна в кузові седан і універсал. Випуск на ринок почався в середині 2015 року. На Європейському та Північноамериканському ринку модель іменується C43 AMG.

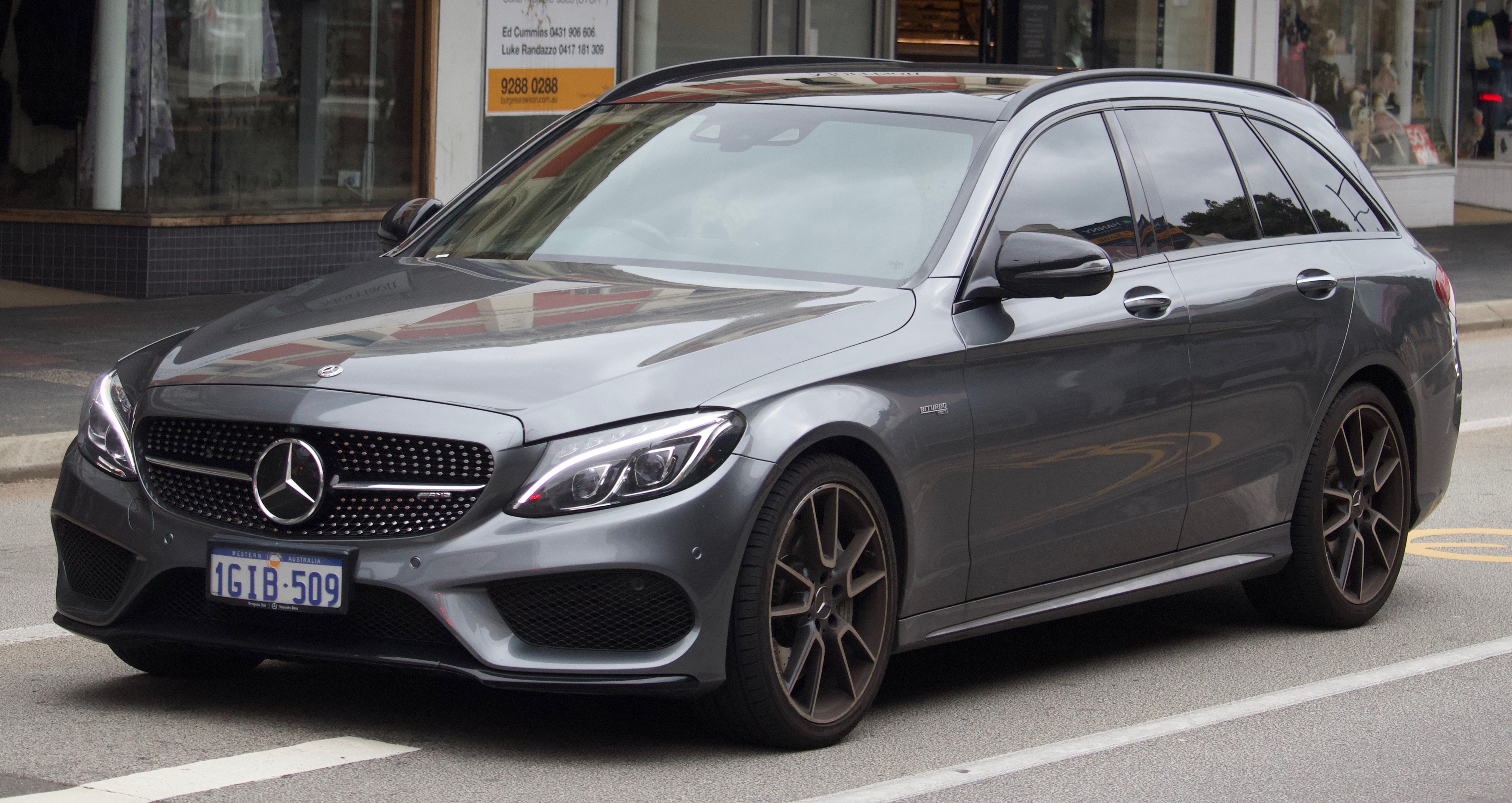
Mercedes-AMG C43 T-Modell (S205)
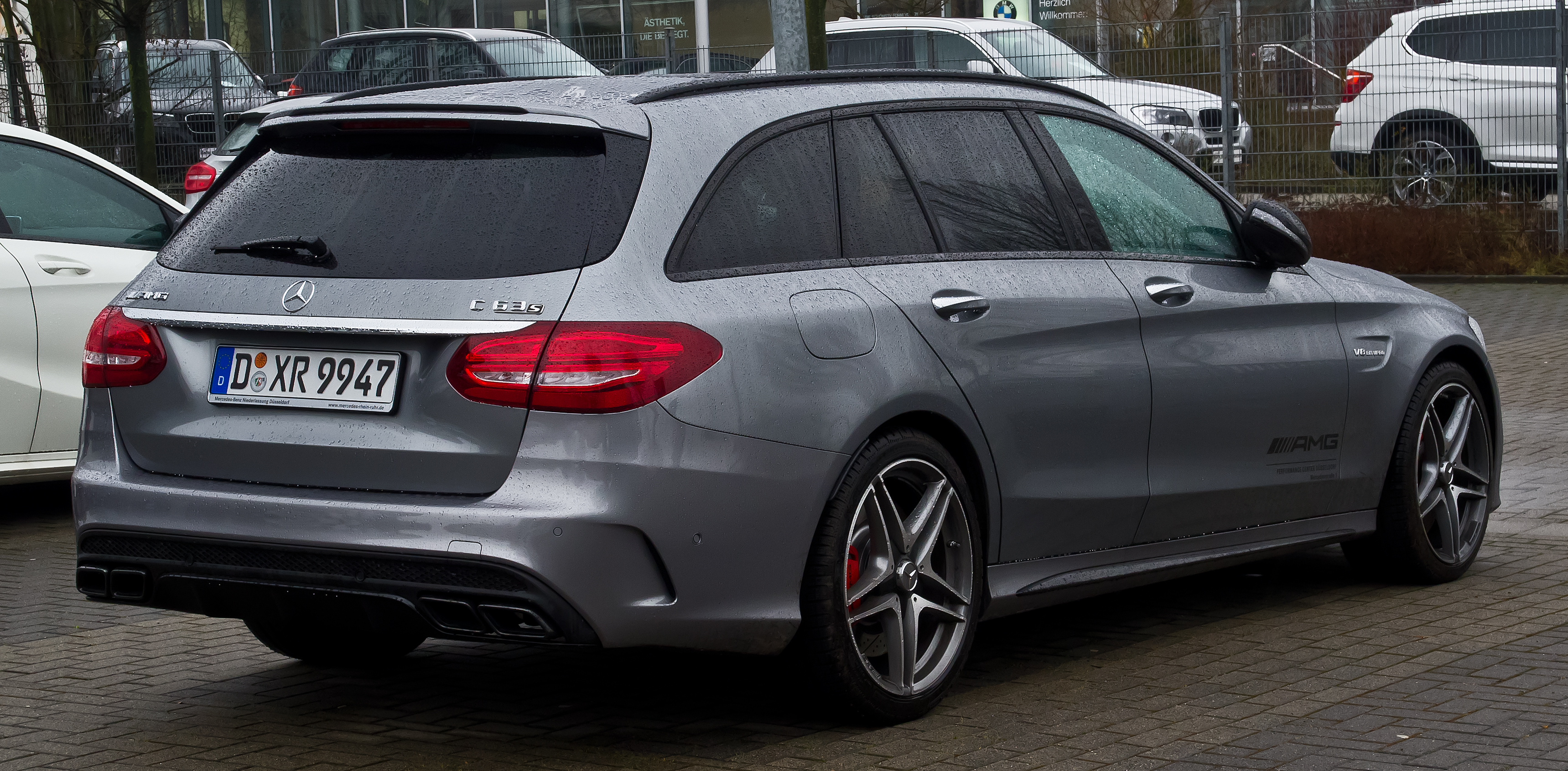
Mercedes-AMG C63 S T-Modell (S205)
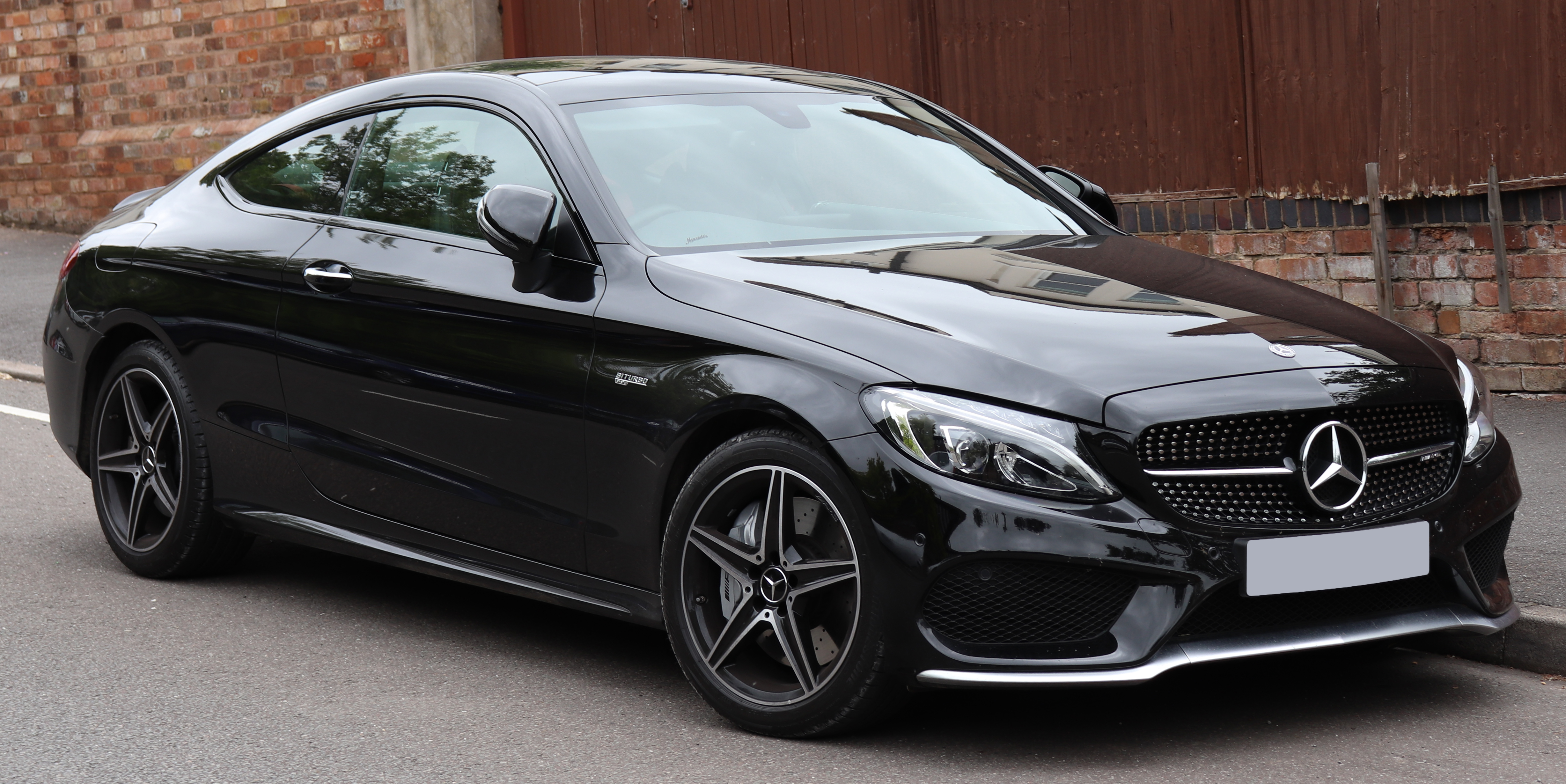
Mercedes-AMG C43 Coupe (C205)
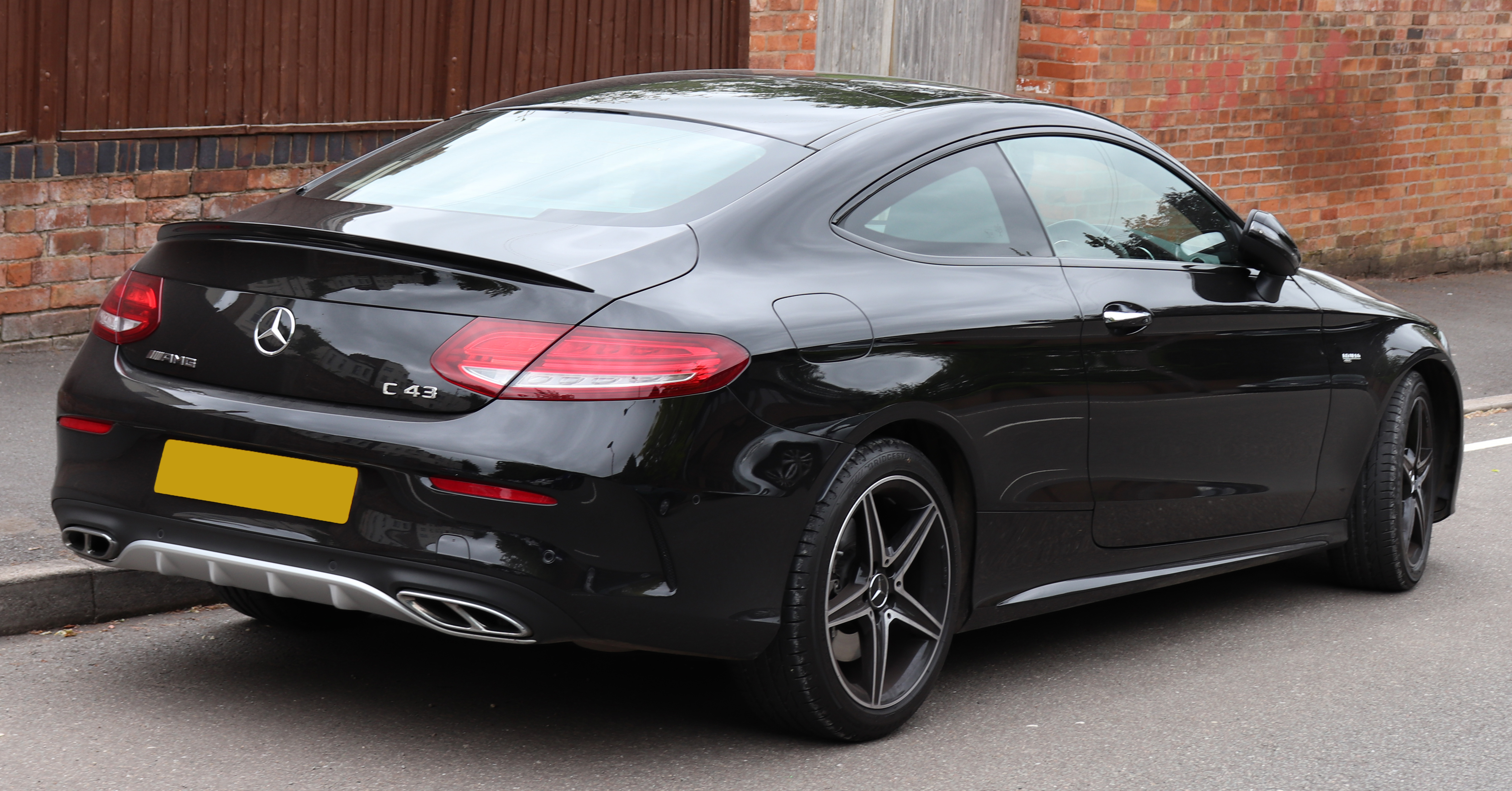
Mercedes-AMG C43 Coupe (C205)
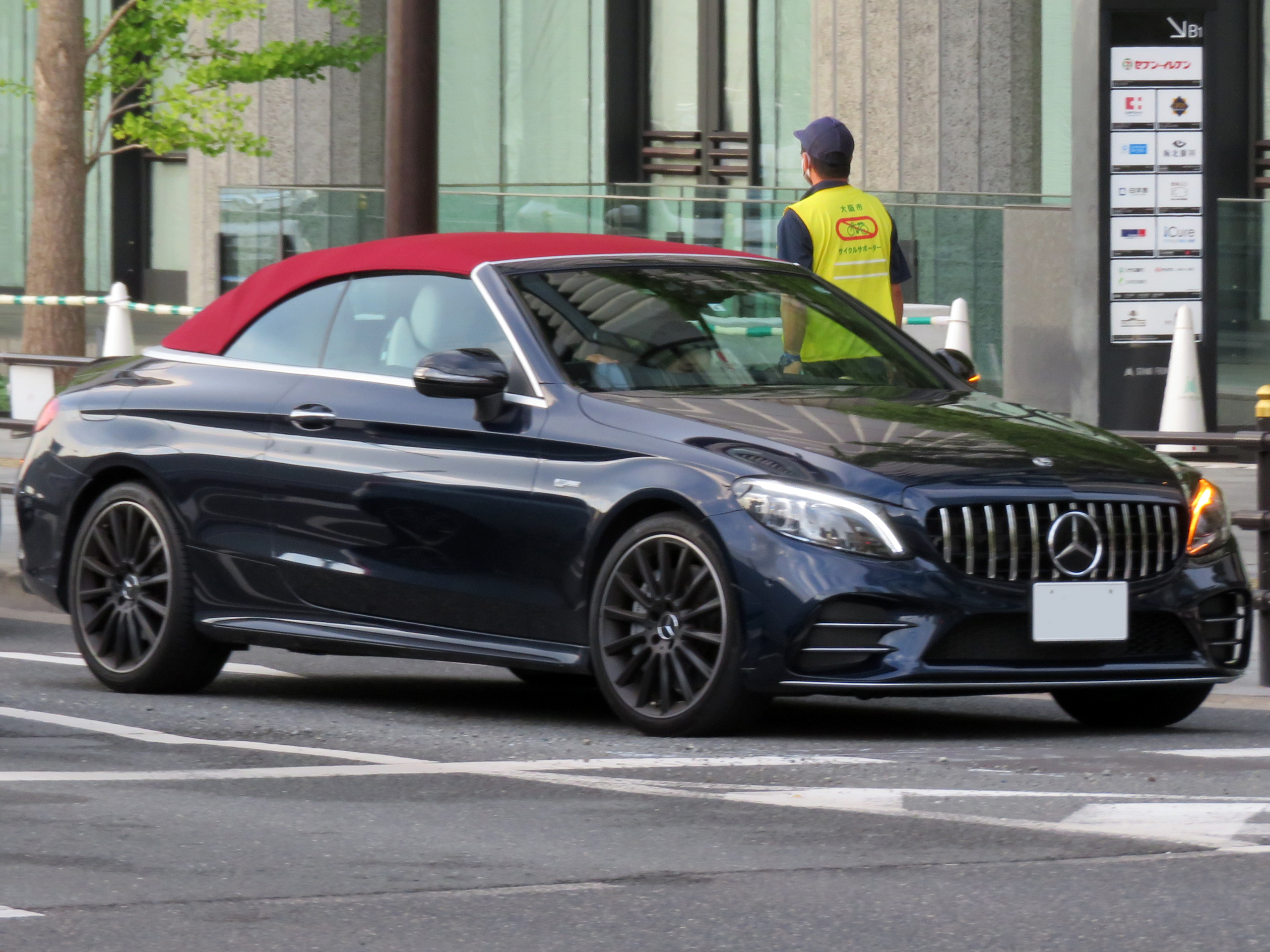
Mercedes-AMG C43 Cabriolet (A205)
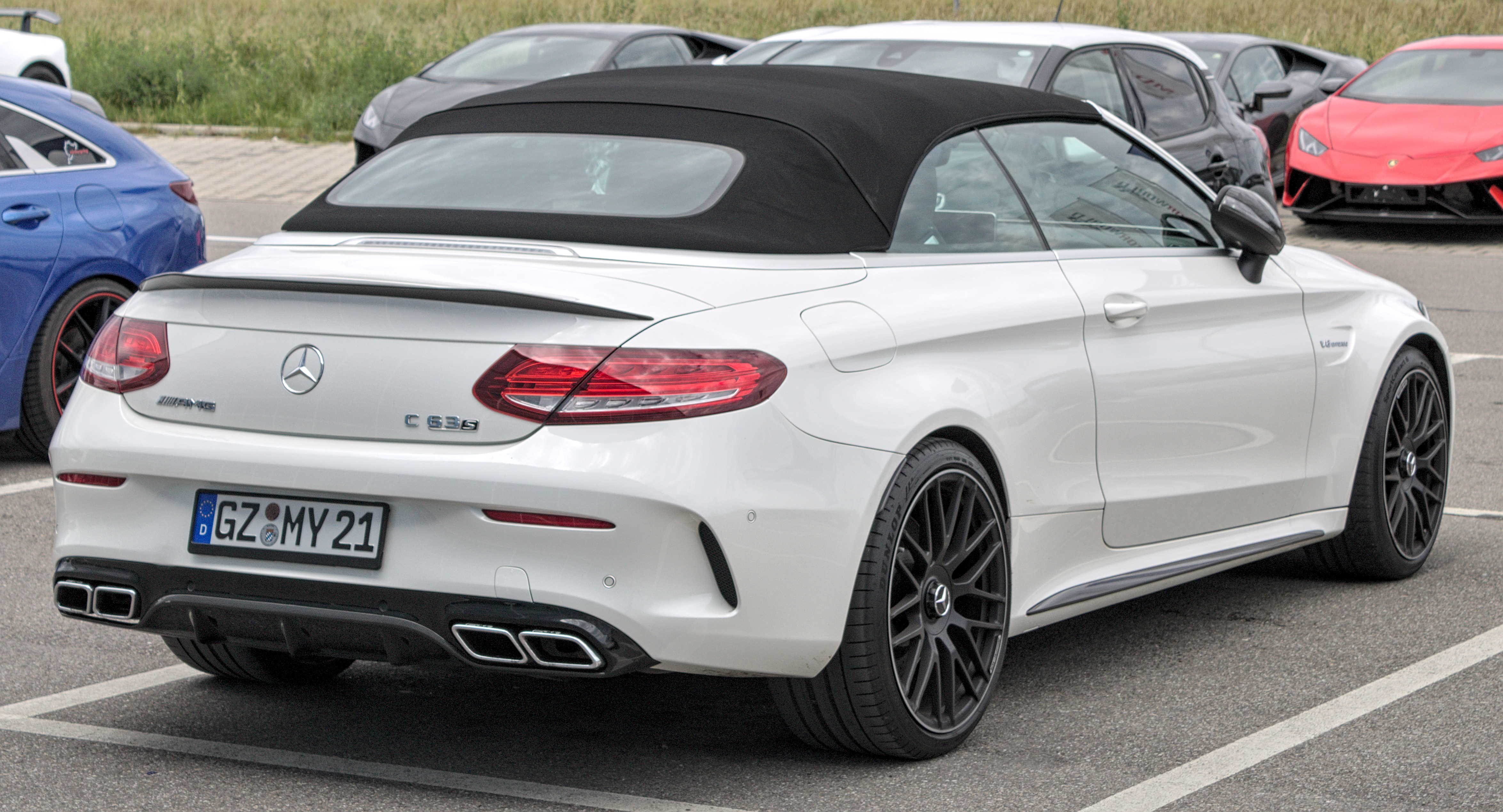
Mercedes-AMG C63 Cabriolet (A205)

## Mercedes-Benz W206 AMG (2022—наш час)

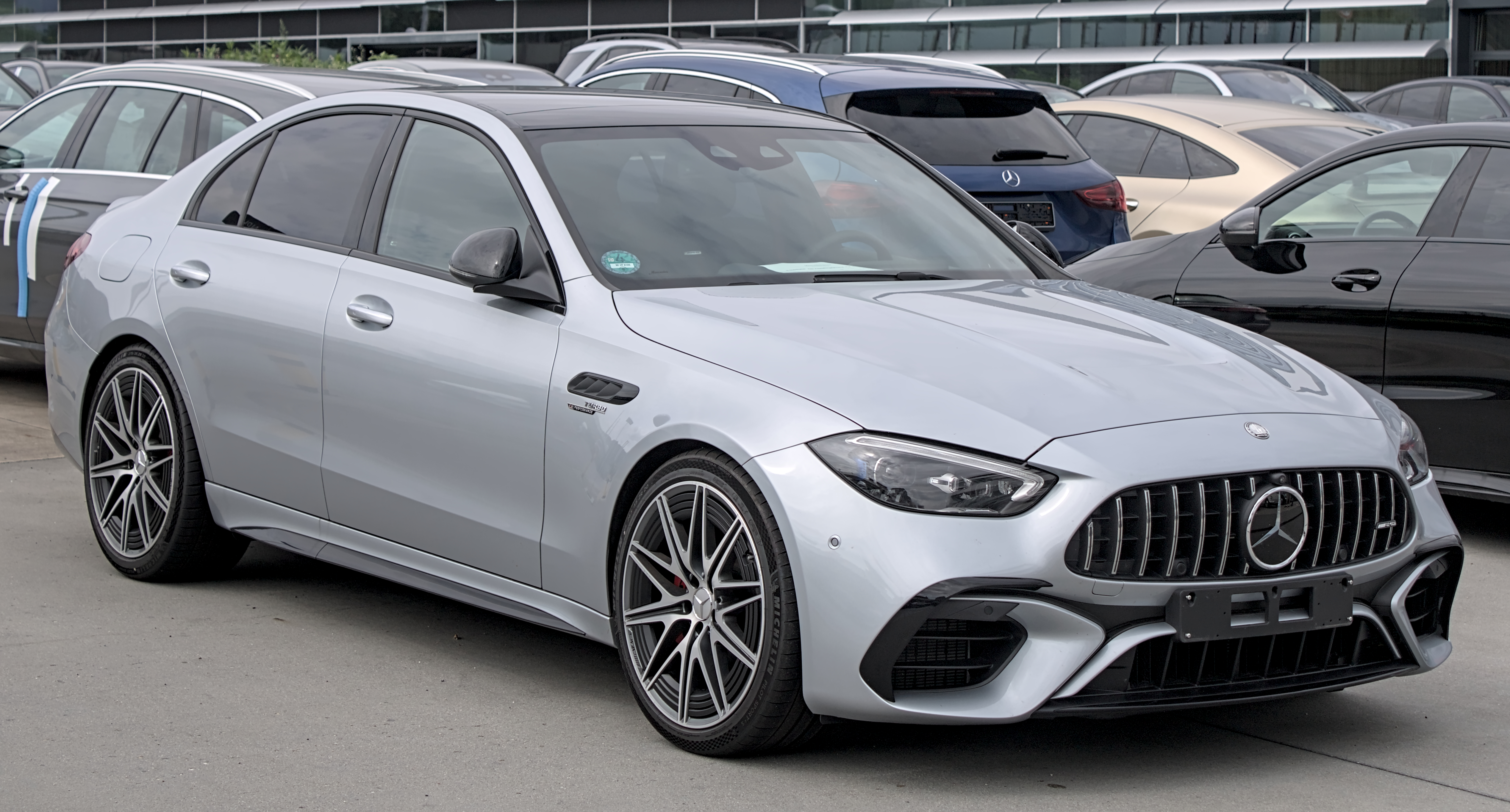
Mercedes-AMG C 63 (W206)

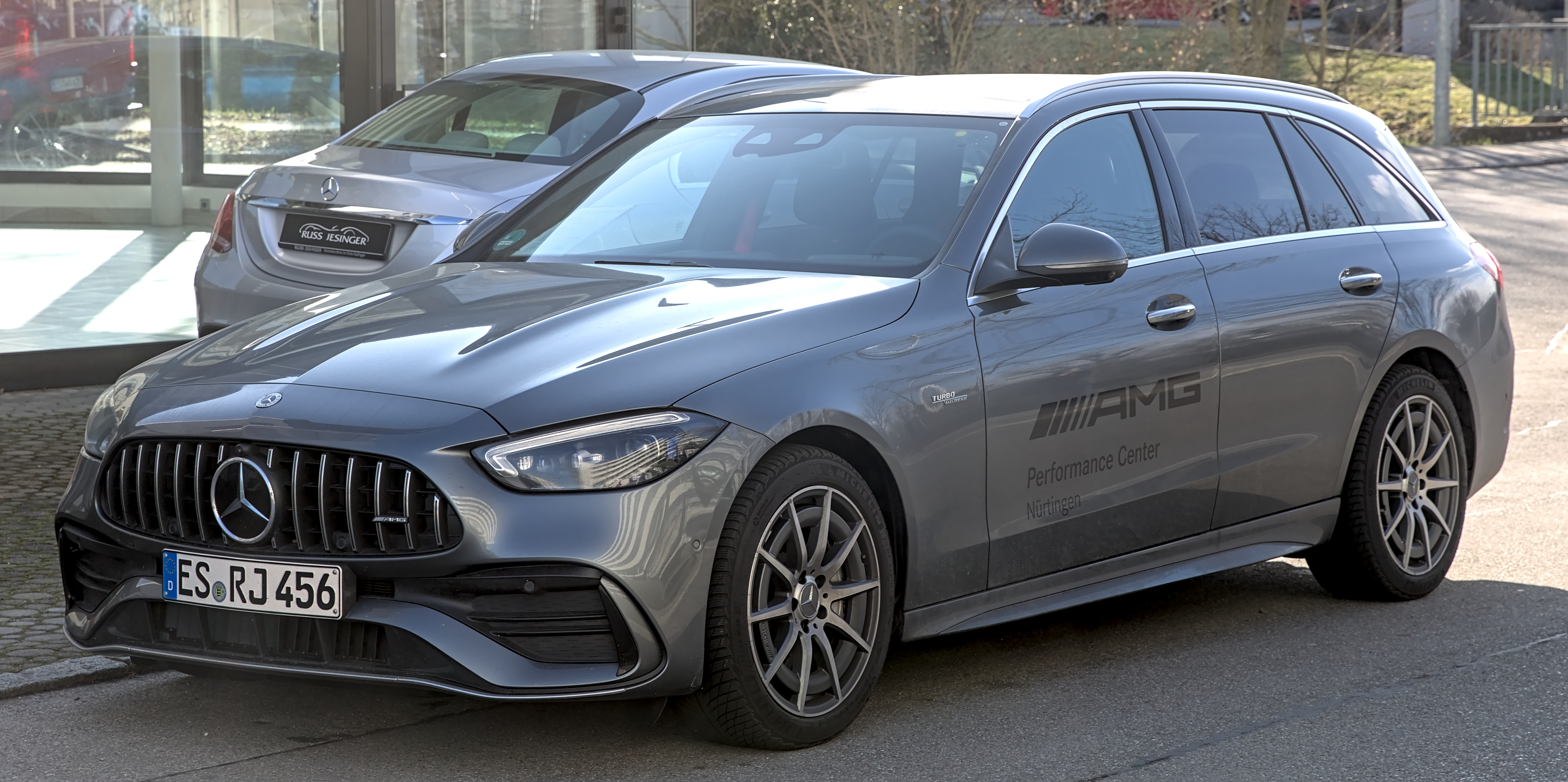
Mercedes-AMG C 43 (S206)

Mercedes-AMG C 63 S E PERFORMANCE (W206), представлений 21 вересня 2022 року, є першим автомобілем серії AMG 63, який оснащується чотирициліндровим двигуном замість двигуна V8.
Двигун є 2,0-літровим рядним чотирициліндровим мотором AMG M139L оснащений турбокомпресором з електричним приводом. На новому C63 він видає 470 к.с. У зв'язці з ним працює 204-сильний електромотор та АКБ на 6,1 кВтг. В результаті комбінована потужність складає 671 к.с. та 1020 Нм. До сотні новинка розженеться за 3,4 секунди, максимальна швидкість - 250 км/год.
Вперше модель за замовчанням працює у повнопривідному режимі. Потужність передається на трансмісію 4Matic+ через звичайний 9-ступінчастий автомат, але з пакетом мокрого зчеплення замість гідротрансформатора. Вже в базі гібрид отримує карбонові гальма, адаптивні амортизатори для підвіски зі сталевими пружинами та селектор режиму приводу AMG Dynamics із новим режимом «Master». Водії також можуть розраховувати на характерну для AMG графіку на віртуальній приладці та проекційному дисплеї.